# Bronk (Fernsehserie)
Bronk war eine US-amerikanische Fernsehserie, die von MGM Television für CBS produziert wurde. Zwischen 1975 und 1976 entstand eine Staffel mit 24 Episoden mit Jack Palance in der Hauptrolle. Die Pilotfolge wurde von Richard Donner inszeniert. Zu den Gaststars der Serie gehörten unter anderem Michael Parks, Mark Hamill, John Huston und Vic Morrow, sie war insgesamt für drei Emmy-Awards nominiert.
In Deutschland wurde die Serie erstmals 1987 mit nur 13 Folgen ausgestrahlt. Der Pilotfilm wurde bei der ersten Ausstrahlung im deutschen Fernsehen nicht gezeigt, sondern erst 1989 mit einer Wiederholung der Serie.

## Handlung
Der Kriminalbeamte Lieutenant Alex „Bronk“ Bronkov wird suspendiert als einer seiner Kollegen bei einer Rauschgift-Razzia ums Leben kommt. Der Bürgermeister von Ocean City betraut ihn daraufhin mit der Korruptionsbekämpfung. Bronkovs Partner sind der ehemalige Polizist Harry Mark, der mittlerweile eine Autoverwertung betreibt sowie Polizeisergeant John Webber. Bronks Frau kam bei einem Autounfall ums Leben, durch den auch seine Tochter schwer verletzt und gelähmt wurde, die Pflege seiner Tochter nimmt in der Serie viel Platz ein.

## Auszeichnungen
- 1976: Emmy-Nominierung für die Episode Next of Kin
- 1977: 2 Emmy-Nominierungen für die Episode The Vigilante

## Episodenliste
| Nummer | Titel (Deutschland)        | Erstausstrahlung (Deutschland) | Originaltitel          | Erstausstrahlung (USA) |
| ------ | -------------------------- | ------------------------------ | ---------------------- | ---------------------- |
| Pilot  | Auf eigene Faust           | 7. Jan. 1989                   | Pilot                  | 17. Apr. 1975          |
| 1      | Einladung für einen Killer | 26. Jan 1987                   | Open Contract          | 21. Sep. 1975          |
| 2      | Menschenschmuggel          | 9. Feb. 1987                   | Wheel of Death         | 28. Sep. 1975          |
| 3      | Abgekartetes Spiel         | 2. Feb. 1987                   | The Gauntlet           | 5. Okt. 1975           |
| 4      |                            |                                | Echo of Danger         | 12. Okt. 1975          |
| 5      |                            |                                | Terror                 | 19. Okt. 1975          |
| 6      | Das fünfte Opfer           | 16. Feb. 1987                  | The Fifth Victim       | 26. Okt. 1975          |
| 7      | Ticket ins Jenseits        | 2. Mär. 1987                   | Short Fuse             | 2. Nov. 1975           |
| 8      | In der Schußlinie          | 23. Mär. 1987                  | Line of Fire           | 9. Nov. 1975           |
| 9      | Tödlicher Handel           | 16. Mär. 1987                  | Bargain in Blood       | 16. Nov. 1975          |
| 10     |                            |                                | The Pickoff            | 23. Nov. 1975          |
| 11     |                            |                                | Crackback              | 30. Nov. 1975          |
| 12     | Mord ist kein Geschäft     | 23. Feb. 1987                  | Deception              | 7. Dez. 1975           |
| 13     | Unter falschem Verdacht    | 9. Mär. 1987                   | Betrayal               | 14. Dez. 1975          |
| 14     | Drahtzieher des Todes      | 13. Apr. 1987                  | There’s Gonna Be A War | 21. Dez. 1975          |
| 15     |                            |                                | Next of Kin            | 4. Jan. 1976           |
| 16     | Alptraum                   | 30. Mär. 1987                  | The Deadlier Sex       | 18. Jan. 1976          |
| 17     |                            |                                | Jackson Blue           | 25. Jan. 1976          |
| 18     |                            |                                | Long Time Dying        | 1. Feb. 1976           |
| 19     |                            |                                | Target: Unknown        | 8. Feb. 1976           |
| 20     | Hinter Gittern             | 27. Apr. 1987                  | Jailbreak              | 15. Feb. 1976          |
| 21     |                            |                                | Vengeance              | 22. Feb. 1976          |
| 22     | Zerreissprobe              | 6. Apr. 1987                   | The Ordeal             | 7. Mär. 1976           |
| 23     |                            |                                | Death With Honor       | 21. Mär. 1976          |
| 24     |                            |                                | The Vigilante          | 28. Mär. 1976          |